# سیارک ۳۷۲۷۹
سیارک ۳۷۲۷۹ (به انگلیسی: 37279 Hukvaldy، نامگذاری:2000YK12) سی و هفت هزار و دویست و هفتاد و نهمین سیارک کشف شده‌است که در ۲۲ دسامبر ۲۰۰۰ کشف شد.